# 1996年夏季奥林匹克运动会巴林代表团
1996年夏季奥林匹克运动会巴林代表团是巴林派出的1996年夏季奥林匹克运动会代表团。